# Asian One Air
Asian One Air, anteriormente conhecida como PT Mimika Air e GT Air, é uma companhia aérea charter com sede em Jacarta, Indonésia. Foi fundada em 1998 e opera serviços de fretamento para Djayanti, uma empresa florestal da Indonésia. Sua base principal é o Aeroporto Halim Perdanakusuma, em Jacarta.

## História
GT Air foi fundada em 1998. Seu nome oficial é Germania Trisila Air.
De novembro de 2004, a meados de 2006, a GT Air operou voos regulares entre Denpasar e Lombok.
Em 2006, um DHC-6 Twin Otter foi fretado para transportar trabalhadores humanitários para as províncias de Achém e Sumatra Setentrional após o terremoto de 2004 no Oceano Índico. Em julho de 2007, a Direção-Geral da Aviação Civil revogou o Certificado de Operador Aéreo da Germania Trisila Air, juntamente com outras oito companhias aéreas indonésias, alegando preocupação com a segurança.
Em 2019, a companhia aérea foi rebatizada como Asian One Air.

## Frota
A frota da Asian One Air consiste nas seguintes aeronaves (Agosto de 2006):
| Aeronaves      | Total | Notas |
| -------------- | ----- | ----- |
| Cessna 208B    | 2     |       |
| Cessna 208B EX | 1     |       |
| Total          | 3     |       |